# San Giuseppe alla Lungara
San Giuseppe alla Lungara ou Igreja de São José em Lungara é uma igreja de Roma, Itália, localizada no rione Trastevere, na via della Lungara. É dedicada a São José e faz parte da paróquia de Santa Dorotea.

## História
Esta igreja foi construída durante o pontificado do papa Clemente XII, em 1734, com base num projeto de Ludovico Rusconi Sassi. Foi depois restaurada durante o século XIX, o que levou à reconstrução da cúpula (1872), que havia ruído.
A fachada da é igreja está dividida em duas ordens. O interior apresenta uma planta octógono, dominada pela tela "Sonho de José", de Mariano Rossi, no altar-mor. Nas paredes laterais do pequeno presbitério estão duas pinturas em óleo sobre tela com molduras simples de mármore, obras de Rossi: a da esquerda é "Adoração dos Magos" e a da direita, "Massacre dos Inocentes".
Na sacristia se conserva um busto de mármore do papa Clemente XI e no teto está pintado "O Triunfo da Igreja", também de Rossi (1768).
Anexo à igreja está o convento, entregue à congregação dos Pios Operários (Pii Operari), construído entre 1760 e 1764 por Giovanni Francesco Fiori, com uma bela fachada rica em elementos decorativos. Eles já oficiavam na igreja desde a sua construção anos antes, vindos de San Lorenzo ai Monti. Acima do portal está a seguinte inscrição em latim: "D.O.M. Domum hanc Piorum Operariorum Clementis PP. XIII pietas a fundamentis erexit anno MDCCLXIII" ("A Deus, o maior e o melhor. Esta casa dos Pios Operários construiu piedosamente a fundação o papa Clemente XIII em 1763").

## Galeria

Imagens da igreja
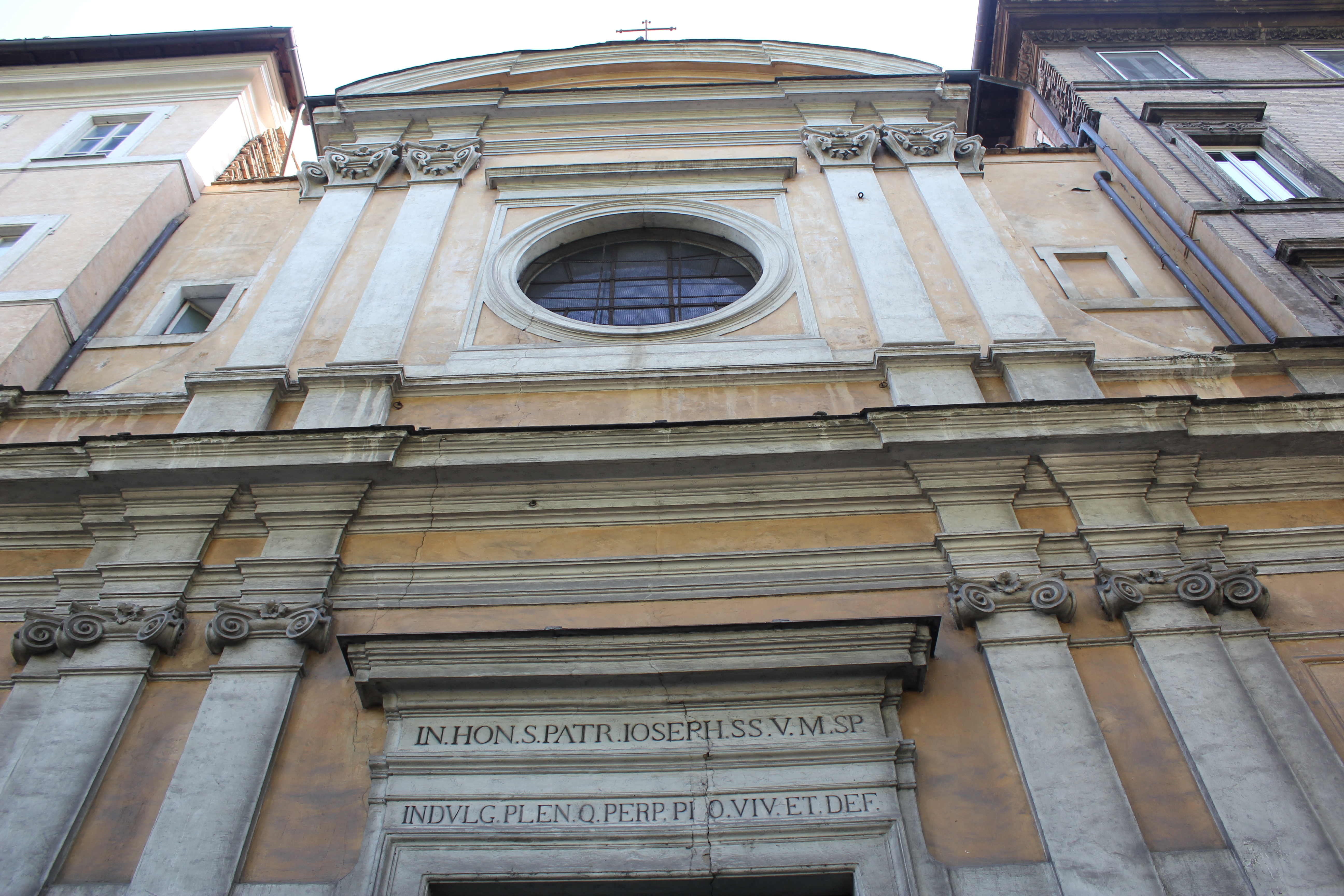
Detalhe da fachada.
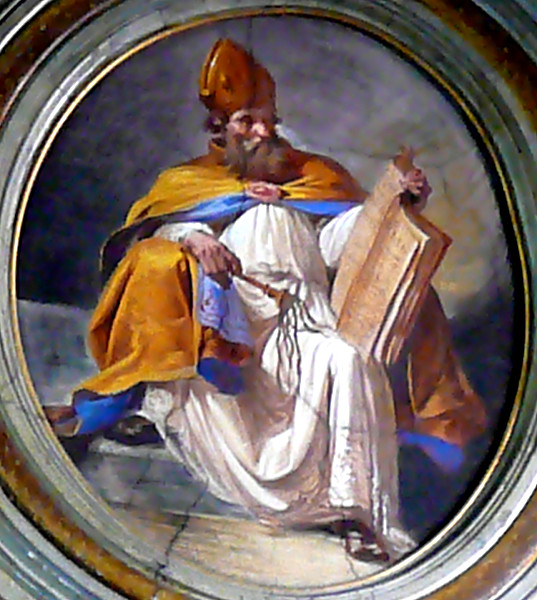
"Santo Ambrósio", uma das pinturas no interior.
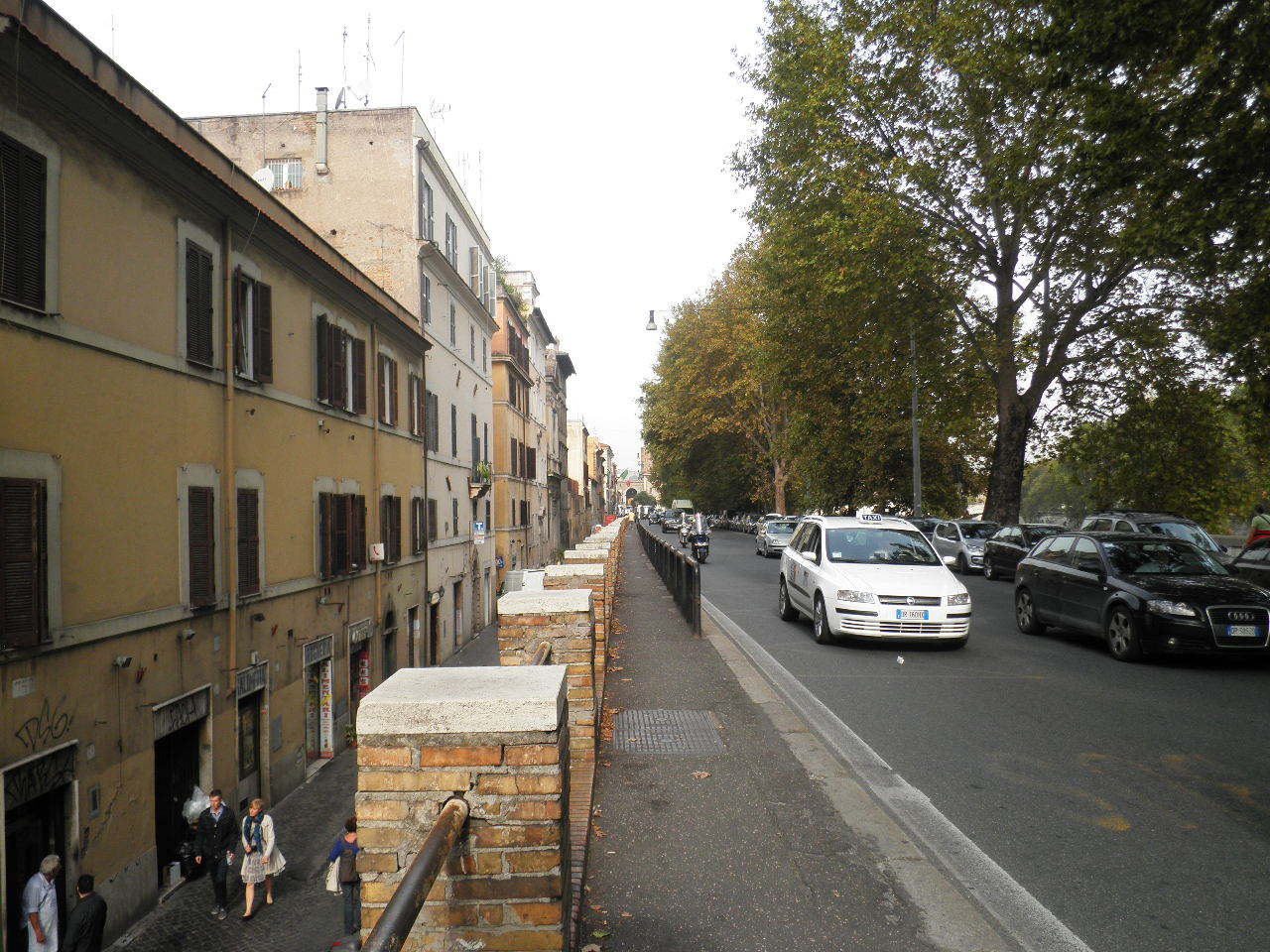
O desnível da antiga via della Lungara, onde está a fachada de San Giuseppe, e o Lungotevere Gianicolense.